# 東区 (岡山市)
東区（ひがしく）は、岡山市を構成する4行政区のうちのひとつである。

## 概要

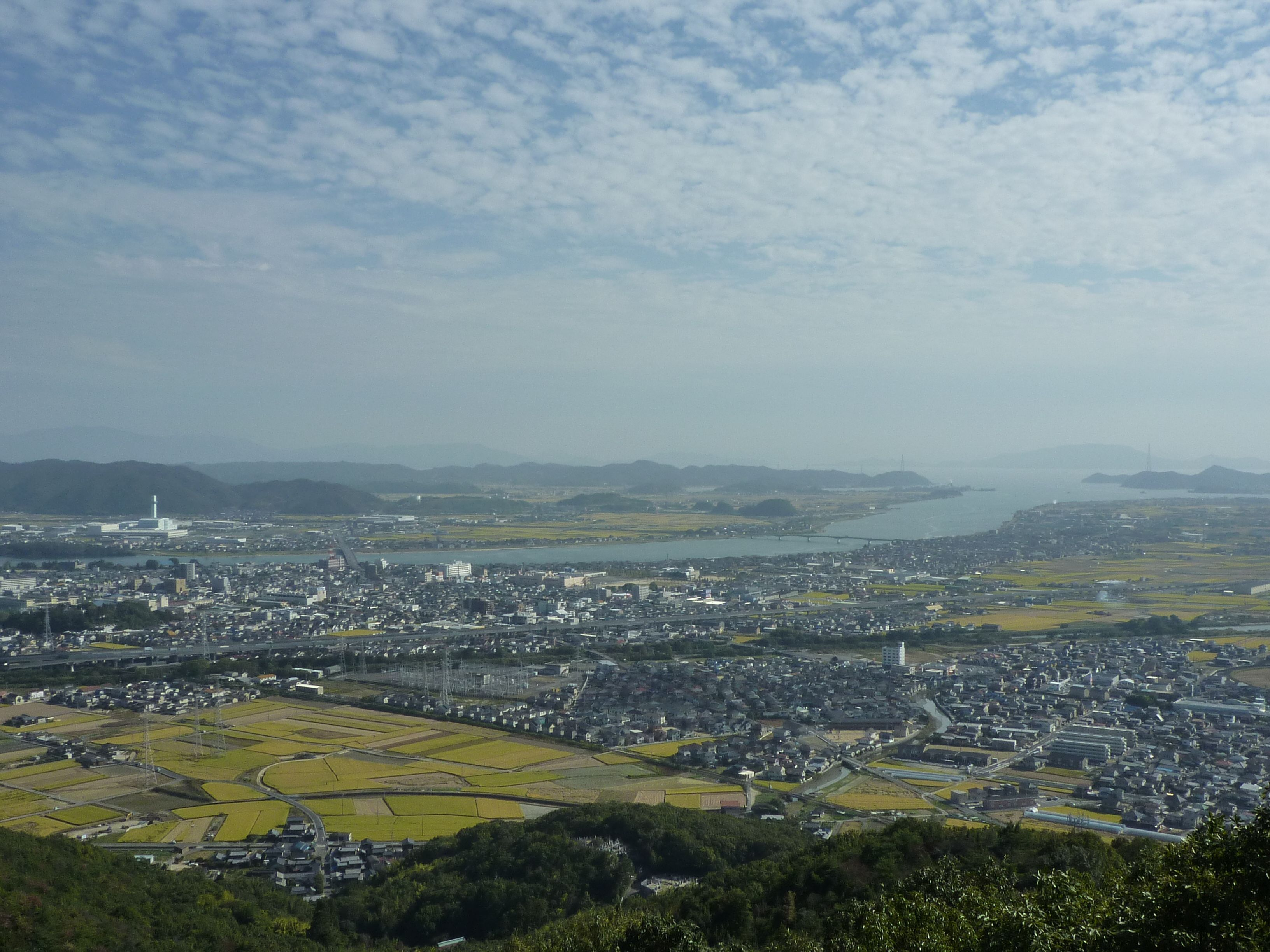
西大寺市街

区の中心は金陵山西大寺の門前町として栄えた西大寺地区であり、現在でも住宅が建ち並び、市内でも比較的人口が集中している地区である。西大寺地区は日本三大奇祭の一つとしても数えられる、西大寺会陽（裸祭り）が行われる。シャインマスカット、ニューピオーネ、桃太郎ふどう、愛宕梨（あたご梨）、鴨梨（ヤーリー）、いちご、米麦の栽培が盛ん。区域の北東部、上道地区・瀬戸地区ではトマトやブドウなどの栽培が盛んであり、水量豊富な吉井川や、日射量も多く、穏やかな自然環境をもっている。

### 地名
区名について
区名は公募により選ばれ、1位 : 東区、2位 : 吉井区、3位 : 吉井川区、4位 : 岡東区、5位 : 城東区であったが、旧地域名は採用しないという方針と、最も支持を集めた事により、「東区」が選ばれた。なお、当初は中区と1つの区を構成する方針であったが、百間川以西の住民から大きな反発があり、また市議からも多数の異論が出たため分割された。

## 地理

### 地形
東区は旧西大寺市・上道町・瀬戸町からなり、区域の西端を中区との境界にもなっている百間川が、中央を一級河川の吉井川が貫流している。また、北西部には芥子山を始めとした山々がそびえ、南部は児島湾、瀬戸内海に面し、岡山市内唯一の有人島である犬島がある。

#### 山岳
主な山
- 芥子山（233m、別名：備前富士）

#### 河川
一級河川
- 吉井川 : 万富地区から西大寺地区へ貫流し、児島湾へ注ぐ。一部備前市、瀬戸内市との境界をなしている。
- 百間川（旭川放水路） : 区の西端を流れており、おおむね中区との境界となっている。
- 砂川 : 旭川水系の一部で、赤磐市から瀬戸、上道地区を流れ、百間川に合流する。

#### 島嶼
主な島
- 犬島諸島
  - 犬島 : 市内唯一の有人島で、キャンプ場がある。大正期の精錬所跡が近年、現代アートの美術館に姿を変えている。

### 地域
詳しくは岡山市の町・字一覧を参照。
- 浅川
- 浅越
- 犬島
- 内ヶ原
- 浦間
- 大多羅町
- 邑久郷
- 乙子
- 可知一丁目 - 五丁目
- 金岡西町
- 金岡東町一丁目 - 三丁目
- 金田
- 上阿知
- 神崎町
- 北幸田
- 君津
- 久々井
- 草ケ部
- 九蟠
- 久保
- 鉄
- 幸地崎町
- 光津
- 河本町
- 古都宿
- 古都南方
- 才崎
- 西大寺
- 西大寺射越
- 西大寺一宮
- 西大寺金岡
- 西大寺上一丁目 - 三丁目
- 西大寺川口
- 西大寺北
- 西大寺五明
- 西大寺新
- 西大寺新地
- 西大寺中一丁目 - 三丁目
- 西大寺中野
- 西大寺中野本町
- 西大寺浜
- 西大寺東一丁目 - 三丁目
- 西大寺松崎
- 西大寺南一丁目 - 二丁目
- 西大寺門前
- 西隆寺
- 宍甘
- 下阿知
- 宿毛
- 上道北方
- 城東台西一丁目 - 三丁目
- 城東台東一丁目 - 二丁目
- 城東台南一丁目 - 二丁目
- 水門町
- 砂場
- 西祖
- 瀬戸町旭ヶ丘一丁目 - 四丁目
- 瀬戸町江尻
- 瀬戸町大内
- 瀬戸町沖

- 瀬戸町鍛冶屋
- 瀬戸町肩脊
- 瀬戸町観音寺
- 瀬戸町菊山
- 瀬戸町光明谷
- 瀬戸町坂根
- 瀬戸町笹岡
- 瀬戸町塩納
- 瀬戸町下
- 瀬戸宿奥
- 瀬戸町瀬戸
- 瀬戸町宗堂
- 瀬戸町大井
- 瀬戸町寺地
- 瀬戸町二日市
- 瀬戸町万富
- 瀬戸町南方
- 瀬戸町森末
- 瀬戸町弓削
- 千手
- 竹原
- 谷尻
- 寺山
- 富崎
- 豊田
- 中尾
- 長沼
- 楢原
- 西片岡
- 西幸西

- 西庄
- 西平島
- 沼
- 東片岡
- 東幸西
- 東幸崎
- 東平島
- 一日市
- 広谷
- 福治
- 藤井
- 富士見町一丁目
- 宝伝
- 正儀
- 政津
- 升田
- 益野町
- 松新町
- 南古都
- 南水門町
- 向州
- 目黒町
- 百枝月
- 矢井
- 矢津
- 吉井
- 吉原

### 人口
| 東区（に相当する地域）の人口の推移 |          |  |
| \| 2005年（平成17年） \| 96,718人 \| \| \| 2010年（平成22年） \| 96,948人 \| \| \| 2015年（平成27年） \| 95,577人 \| \| \| 2020年（令和2年） \| 93,108人 \| \| |          |  |
| 総務省統計局 国勢調査より |          |  |
| 2005年（平成17年） | 96,718人 |  |
| 2010年（平成22年） | 96,948人 |  |
| 2015年（平成27年） | 95,577人 |  |
| 2020年（令和2年） | 93,108人 |  |

## 歴史

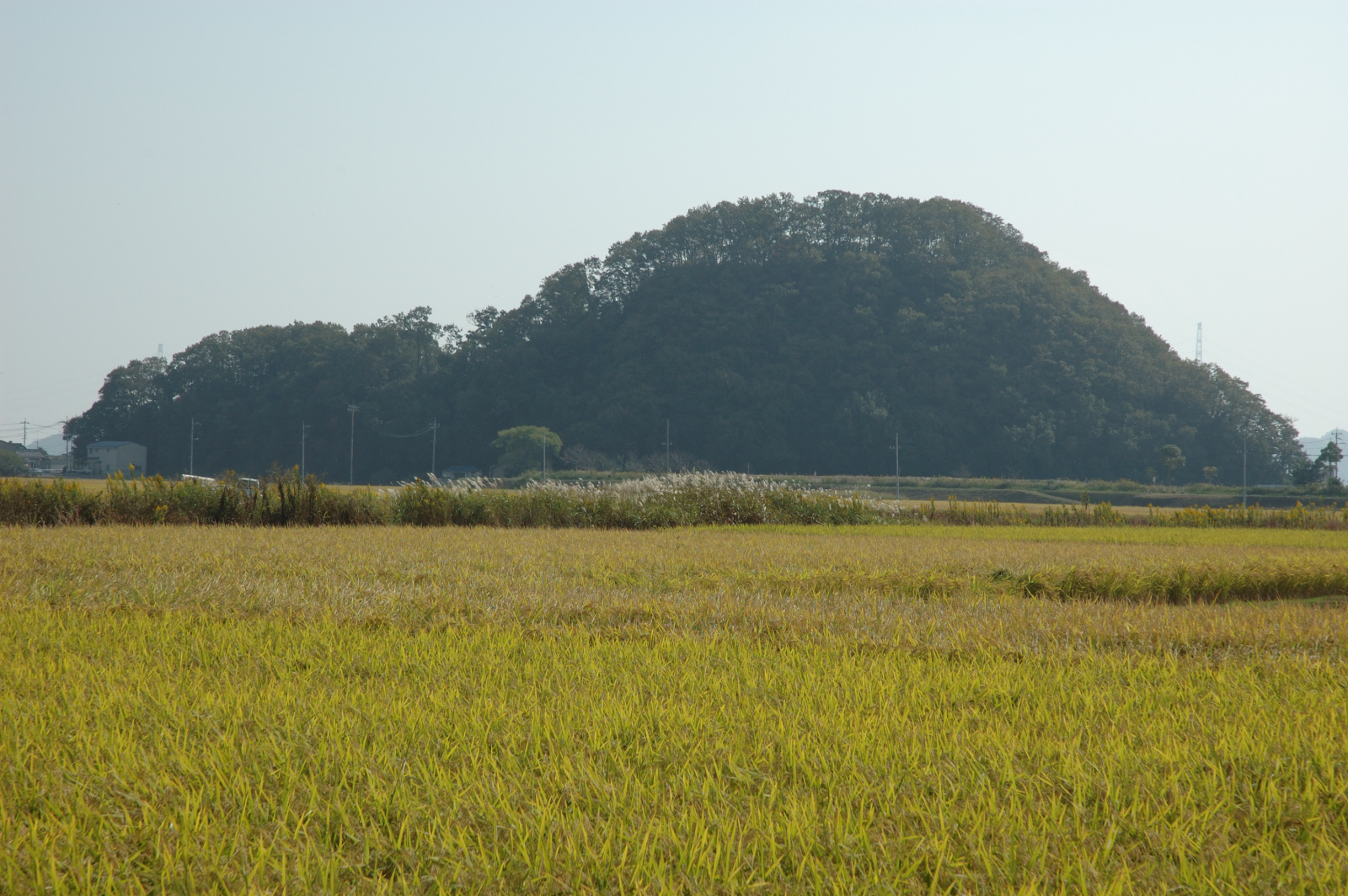
乙子城跡

### 古代
- 751年（天平勝宝3年）に建立されたと伝わる金陵山西大寺（西大寺観音院）の門前町としても賑わいを見せていた。

### 中世
現在の東区の区域のうち、西大寺地区では室町時代にかけて備前国の商業的中心地であった福岡（現：瀬戸内市長船町）に近く、吉井川を航行する舟の荷揚げ場として、賑わいを見せた。
瀬戸地区では古代の山城とされる大廻小廻山城跡があるほか、鎌倉時代に、平安時代末期の治承・寿永の乱（源平合戦）で焼失した奈良・東大寺の再建時に使用された瓦が焼かれており、当時の遺構が発見されている（万富東大寺瓦窯跡）。
戦国時代には、後に備前国を掌握し、岡山城主となる宇喜多氏が本拠を乙子城、亀山城（沼城）に構えていた。
西大寺では、戦国時代から現在までおよそ500年続いている会陽（裸祭り）が行われている。

### 近世
江戸時代には4代岡山藩主・池田綱政の命を受けた郡代・津田永忠によって幸島新田・沖新田が開発された。また、区域の北部には山陽道（現・旧山陽道）が通り、藤井地区には宿場町が形成され、現在でもその面影を残す建物が存在している。

### 近代
明治以降、西大寺地区に鐘淵紡績の工場が操業を開始し、軽便鉄道の西大寺鉄道の開通と相まって軽工業の立地がさかんになった。
明治
- 1878年（明治11年） - 7月22日、郡区町村編制法施行（上道郡役所は上道郡藤井村）。
- 1889年（明治22年） - 6月1日、町村制施行に伴い、以下の町村が発足。
  - 上道郡西大寺村・金岡村・芳野村・古都村・可知村・光政村・津田村・九蟠村・金田村・雄神村 （西大寺市）
  - 上道郡平島村・御休村・角山村・浮田村 （上道郡上道町 → 岡山市）
  - 上道郡玉井村 （磐梨郡瀬戸町）
  - 磐梨郡物理村・磐梨郡太田村・吉岡村・潟瀬村（磐梨郡瀬戸町 ）
  - 磐梨郡可真村（磐梨郡瀬戸町及び和気郡熊山町 ）
  - 邑久郡豊原村 （瀬戸内市及び岡山市）
  - 和気郡熊山村 （現・赤磐市及び岡山市）
- 1896年（明治29年） - 2月26日、西大寺村が町制施行し、西大寺町となる。
- 1900年（明治33年） - 4月1日、磐梨郡が赤坂郡と合併し、赤磐郡となった。郡役所は物理村。

大正
- 1914年（大正3年） - 4月1日、物理村が町制施行・改称し、赤磐郡瀬戸町となる。

### 近現代
昭和（戦前）
- 1932年（昭和7年） - 4月1日、赤磐郡太田村・吉岡村が合併し、赤磐郡万富村が発足。
- 1937年（昭和12年） - 1月1日、金岡村が西大寺町に編入。
- 1940年（昭和15年） - 12月1日、芳野村が西大寺町に編入。

昭和（戦後）
- 1951年（昭和26年） - 4月1日、万富村が町制施行し、万富町となる。
- 1953年（昭和28年）11の町村・地区が合併し西大寺市が成立。
  - 2月1日、上道郡西大寺町、古都村、可知村、光政村、津田村、九蟠村、金田村、邑久郡豊村、太伯村、幸島村、邑久町長沼地区が合併（新設合併）し、西大寺市となる。
  - 4月1日、上道郡平島村・御休村・角山村が合併し、上道町が発足。
  - 12月15日、和気郡熊山村の一部が赤磐郡豊田村・小野田村・可真村と合併し、赤磐郡熊山町が発足、郡より離脱。熊山村の残部は万富町に編入（現・岡山市）。
- 1954年（昭和29年）
  - 6月1日、万富町が熊山町の一部を編入。
  - 10月1日、大宮村大字宿毛の南部区域（幸地崎町）が西大寺市に合併。
- 1955年（昭和30年） - 2月1日、玉井村が赤磐郡瀬戸町・万富町・潟瀬村と合併し、赤磐郡瀬戸町が発足。
  - 2月11日、上道郡浮田村が上道郡上道町に編入。
  - 4月1日、邑久郡朝日村、上道郡雄神村が西大寺市に合併 。
- 1956年（昭和31年） - 2月20日、邑久郡大宮村が西大寺市に合併。
- 1962年（昭和37年）には国鉄赤穂線が開通し、その影響で西大寺鉄道が廃止されたものの、その後、国道2号（現・国道250号）、岡山ブルーハイウェイ（現・岡山ブルーライン）、岡山バイパス等が相次いで開通したことによって利便性が向上し、周辺の宅地化が進行した。
- 1969年（昭和44年） - 2月18日、西大寺市が岡山市に合併 。
- 1971年（昭和46年） - 5月1日、上道郡上道町 が岡山市に合併。

### 現代
平成
- 2007年（平成19年） - 1月22日、赤磐郡瀬戸町が岡山市に合併。
- 2009年（平成21年） - 4月1日、政令指定都市移行に伴い、岡山市東区となる。

## 政治

### 行政

#### 区長
- 小川卓志

行政区データ
- 岡山市東区役所 : 西大寺南一丁目[1]
  - 上道地域センター（旧上道支所）
- 瀬戸支所
- 中学校区 : 旭東、上南、西大寺、山南、上道、瀬戸
- 東区福祉事務所（西大寺中二丁目、西大寺ふれあいセンター内）

### 国家機関

#### 厚生労働省
- 岡山労働局 西大寺公共職業安定所

#### 国土交通省
- 中国地方整備局 岡山河川事務所 西大寺出張所

#### 財務省
国税庁
- 広島国税局
  - 西大寺税務署
  - 瀬戸税務署

### 独立行政法人
- 国立印刷局岡山工場

## 施設

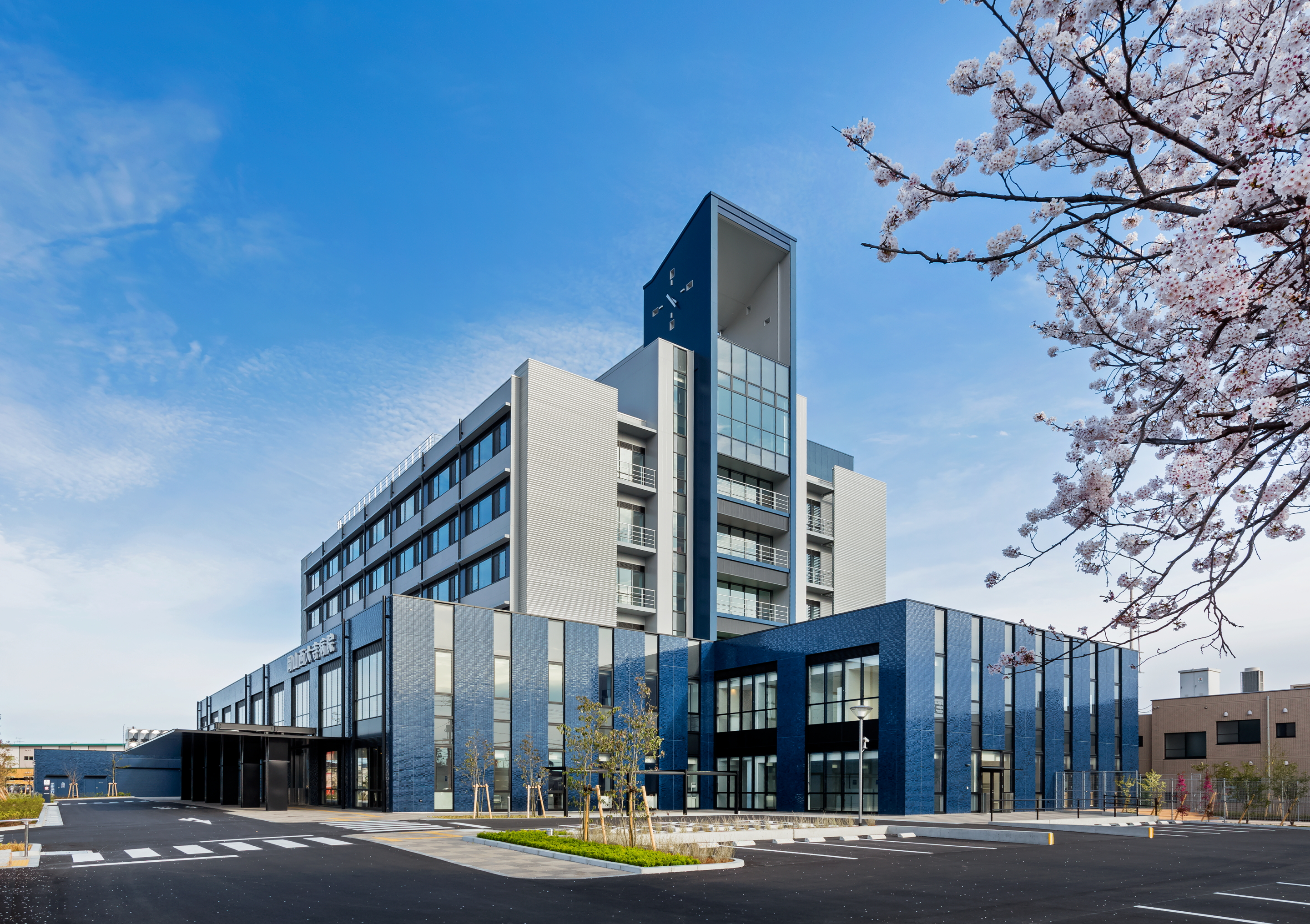
岡山西大寺病院

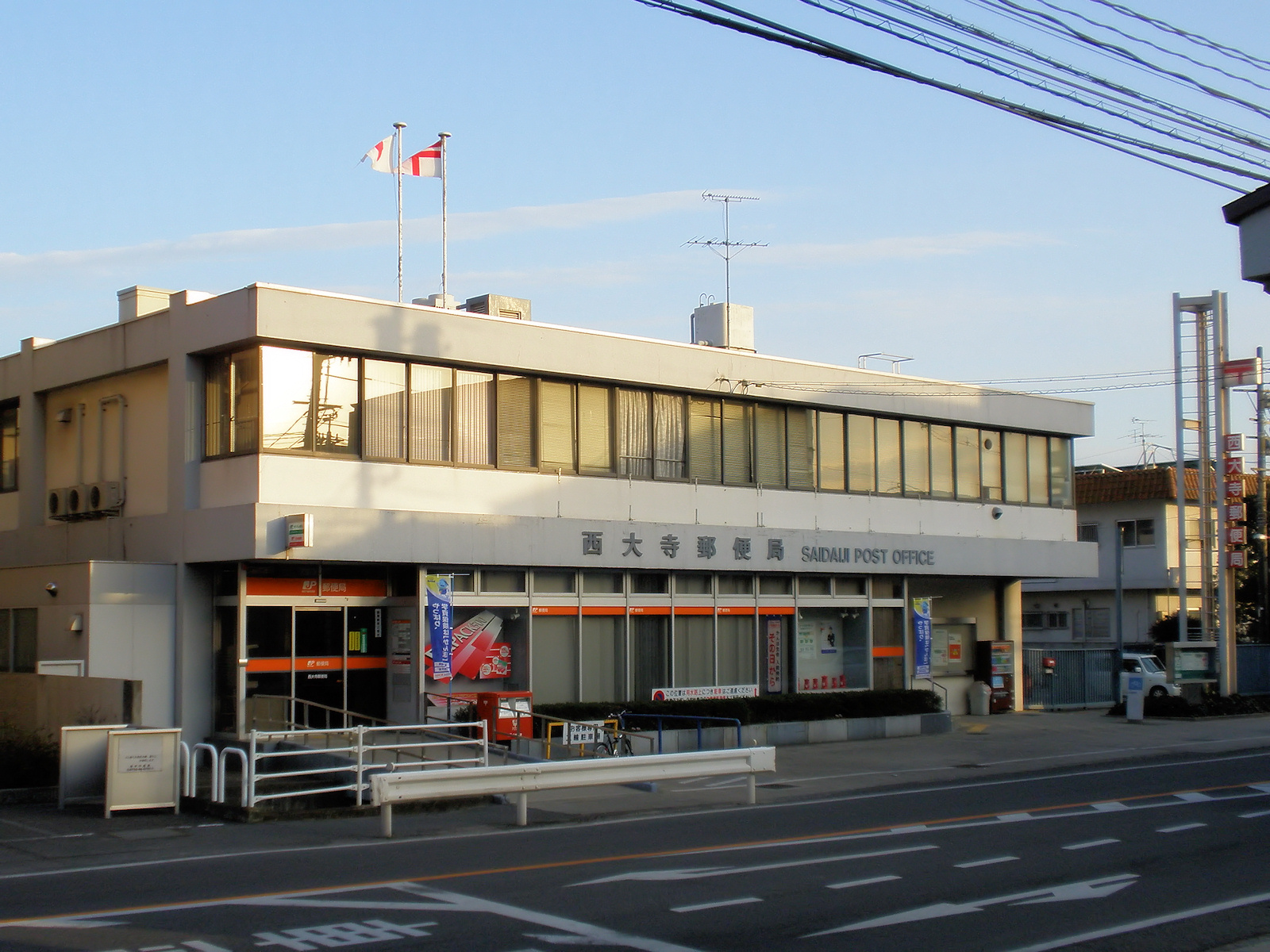
西大寺郵便局

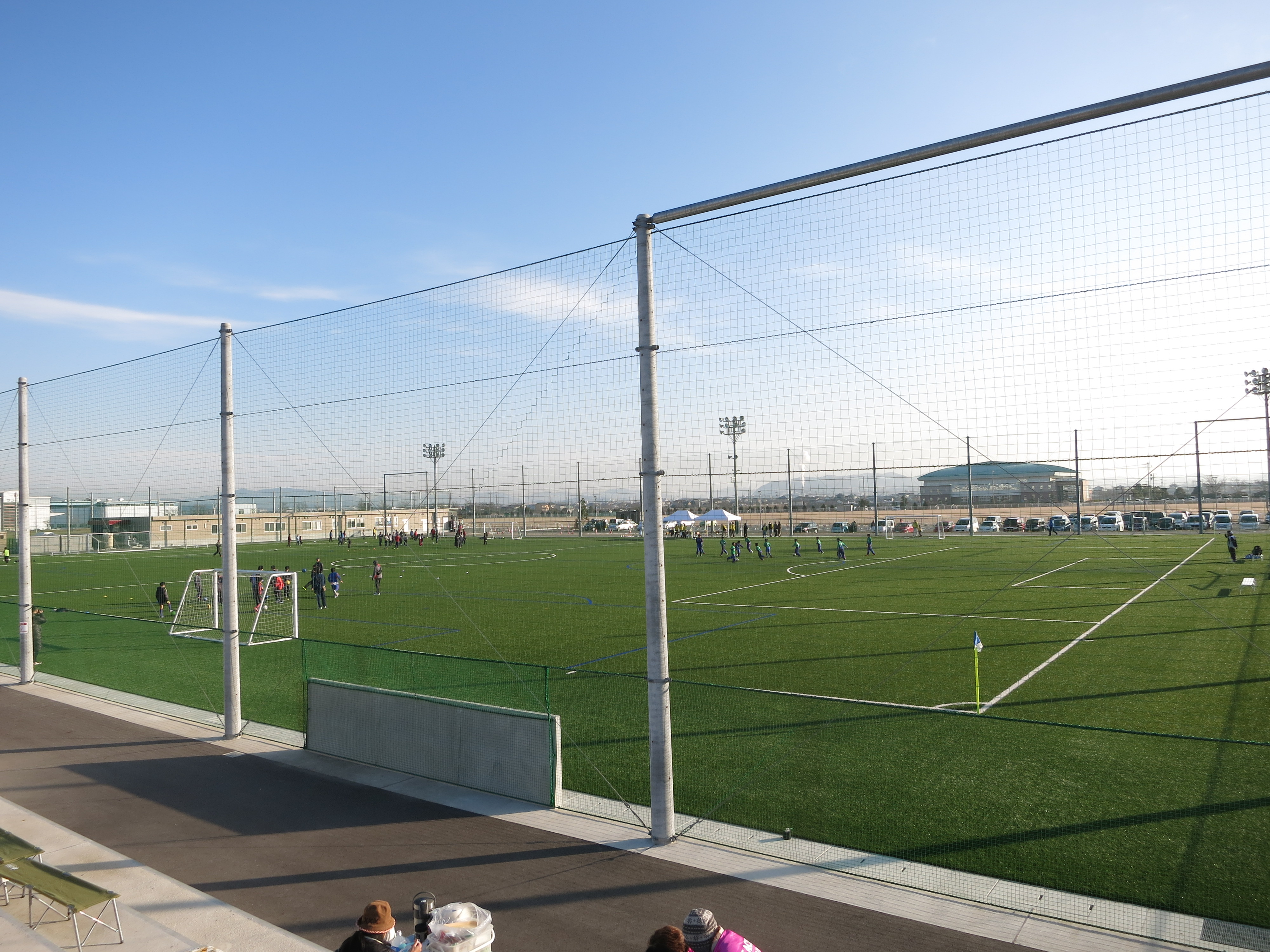
政田サッカー場

### 警察
- 岡山東警察署（西大寺中野）
- 赤磐警察署（瀬戸町瀬戸）

### 消防
消防署
- 岡山市東消防署（西大寺南一丁目）

出張所
- 上道出張所
- 可知出張所
- 瀬戸出張所

### 医療
主な病院
- 岡村一心堂病院
- 岡山西大寺病院

### 郵便局
主な郵便局
- 西大寺郵便局
- 備前瀬戸郵便局

### 文化施設
美術館・博物館
- 西大寺文化資料館
- 溪雨資料館
- 政田民俗資料館
- ベル串田記念館

図書館
- 岡山市立西大寺緑花公園緑の図書室
- 岡山市立瀬戸町図書館

コンベンション・コンサート
- 岡山市立西大寺公民館
- 体験学習施設「百花プラザ」

### 交流施設
岡山ふれあいセンター
- 西大寺ふれあいセンター（西大寺中二丁目） [注 2]

公民館
- 西大寺公民館
  - 中野分館
  - 芳野分館
- 旭東公民館
- 上南公民館
  - 政田分館
  - 金田分館

- 上道公民館
  - 御休分館
- 山南公民館
  - 大宮分館
- 瀬戸公民館
- 万富公民館
  - 玉井分館

### 運動施設
- 政田サッカー場 - ファジアーノ岡山練習場
- 向州公園補助野球場
- 向州公園テニスコート
- 西大寺武道館
- 神崎山公園陸上競技場
- 六番川水の公園体育館
- 上道公園野球場
- 瀬戸総合運動公園
- 江尻レストパーク

## 経済

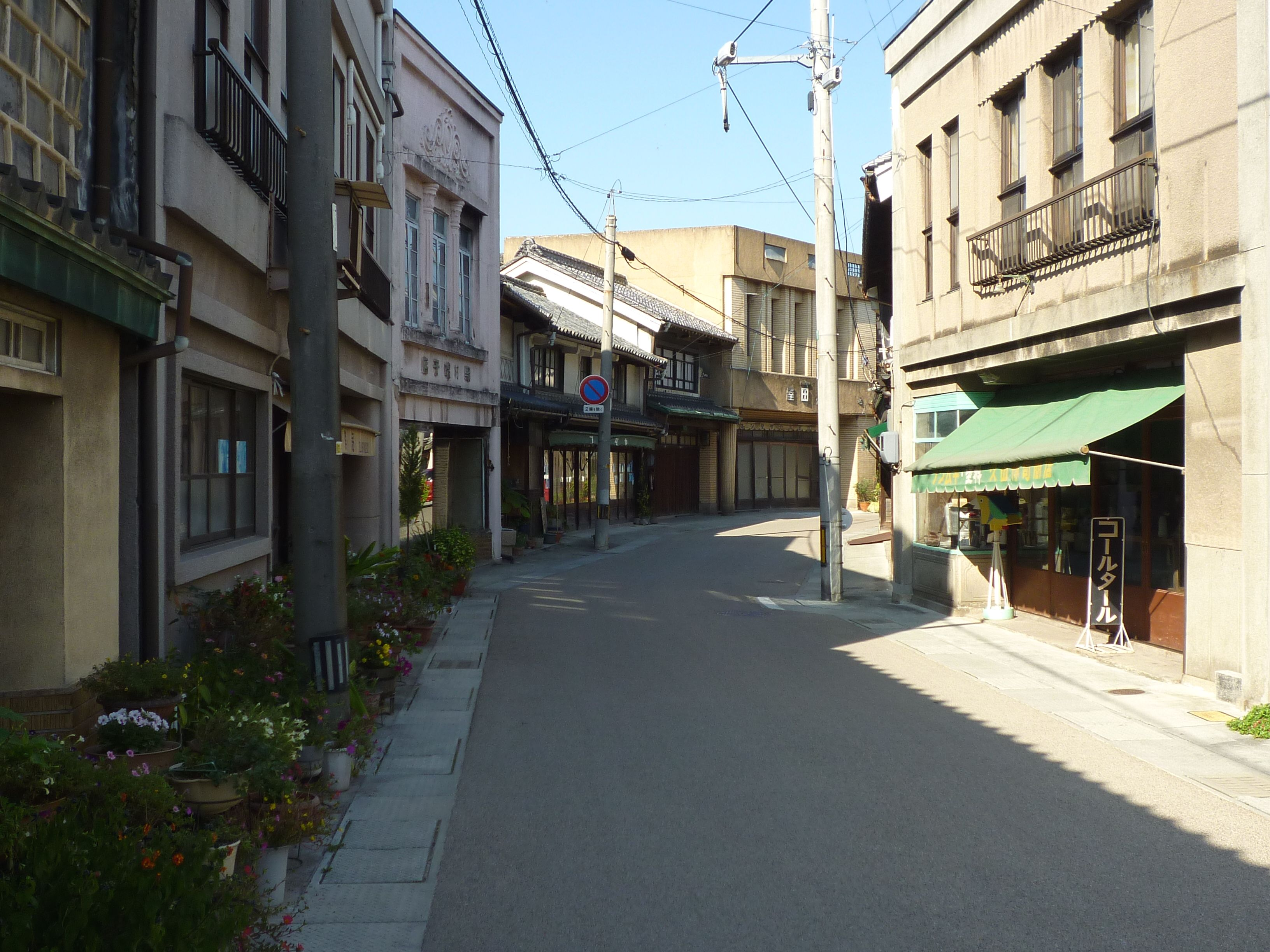
五福通り

### 第二次産業

#### 工業
紡績業
- 鐘淵紡績（現：クラシエホールディングス）

### 第三次産業

#### 商業
主な商店街
- 五福通り - 西大寺の門前町商店街

主な商業施設
- ゆめタウン平島

## 教育

### 大学
私立
- 環太平洋大学

### 高等学校
県立
- 岡山県立西大寺高等学校
- 岡山県立瀬戸高等学校
- 岡山県立瀬戸南高等学校

私立
- 岡山学芸館高等学校（※中高併設）

### 義務教育学校
公立
- 岡山市立山南学園

### 中学校
市立
- 岡山市立旭東中学校
- 岡山市立上南中学校
- 岡山市立西大寺中学校
- 岡山市立上道中学校
- 岡山市立瀬戸中学校

私立
- 岡山学芸館清秀中学校（※中高併設）

### 小学校
市立
- 岡山市立古都小学校
- 岡山市立可知小学校
- 岡山市立芥子山小学校
- 岡山市立政田小学校
- 岡山市立開成小学校
- 岡山市立西大寺小学校
- 岡山市立西大寺南小学校
- 岡山市立雄神小学校
- 岡山市立豊小学校
- 岡山市立浮田小学校
- 岡山市立城東台小学校
- 岡山市立平島小学校
- 岡山市立御休小学校
- 岡山市立角山小学校
- 岡山市立江西小学校
- 岡山市立千種小学校

### 幼稚園
市立
- 岡山市立古都幼稚園
- 岡山市立可知幼稚園
- 岡山市立政田幼稚園
- 岡山市立開成幼稚園
- 岡山市立西大寺幼稚園
- 岡山市立西大寺南幼稚園
- 岡山市立雄神幼稚園

- 岡山市立豊幼稚園
- 岡山市立太伯幼稚園
- 岡山市立幸島幼稚園
- 岡山市立朝日幼稚園
- 岡山市立大宮幼稚園
- 岡山市立浮田幼稚園

- 岡山市立平島幼稚園
- 岡山市立御休幼稚園
- 岡山市立角山幼稚園
- 岡山市立芥子山幼稚園
- 岡山市立千種幼稚園
- 岡山市立江西幼稚園

私立
- しいのみこども園[注 3]

### 特別支援学校
県立
- 岡山県立岡山東支援学校
- 岡山県立岡山瀬戸高等支援学校

## 交通

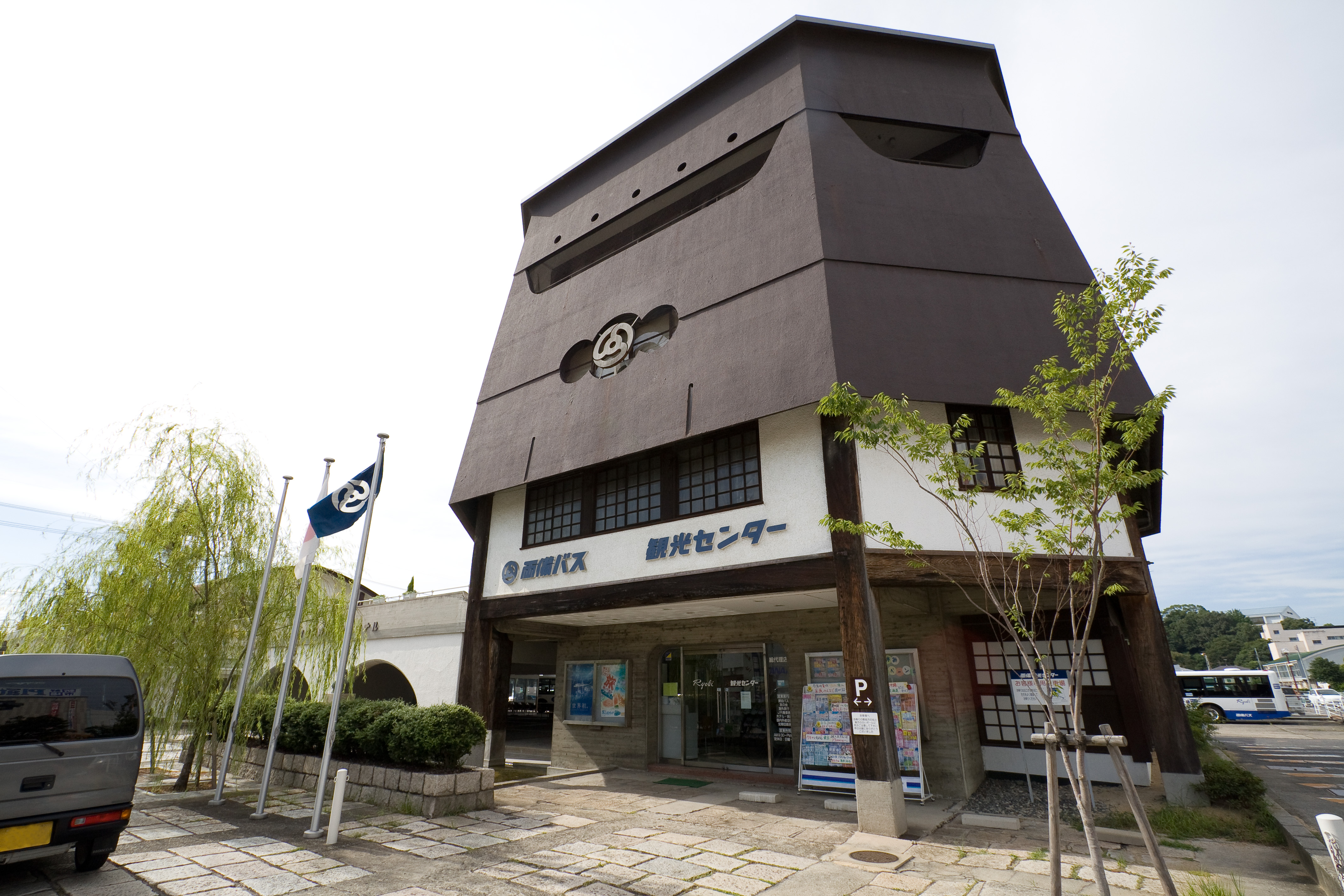
西大寺バスセンター

### 鉄道

#### 鉄道路線
西日本旅客鉄道（JR西日本）
- ■山陽本線：（赤磐市） - 万富駅 - 瀬戸駅 - 上道駅 - （中区）
- ■赤穂線：（瀬戸内市） - 西大寺駅 - 大多羅駅 - （中区） - （東区。この部分に駅はない） - （中区）

東岡山駅（中区）は1番のりば東側6分の1程が東区に跨っている。
その他、山陽新幹線が相生駅 - 岡山駅間で当区を通過している。

#### 廃線
- 西大寺鉄道

### バス

#### 路線バス
- 両備バス
- 東備バス
- 宇野バス

バスターミナル
- 西大寺バスセンター

### 道路

#### 高速道路
- 山陽自動車道：瀬戸JCT （仮称、計画中）
- 美作岡山道路（計画中）

#### 国道
- 国道2号（岡山バイパス）
- 国道250号（旧2号線）

#### 県道
主要地方道
- 岡山県道28号岡山牛窓線
- 岡山県道37号西大寺山陽線
- 岡山県道79号佐伯長船線
- 岡山県道81号東岡山御津線
- 岡山県道83号飯井宿線
- 岡山県道・兵庫県道96号岡山赤穂線

一般県道
- 岡山県道177号九蟠中野線
- 岡山県道179号万富停車場弓削線
- 岡山県道215号江崎金岡線
- 岡山県道220号沼瀬戸線
- 岡山県道221号一日市瀬戸線
- 岡山県道224号瀬西大寺線
- 岡山県道226号牛窓邑久西大寺線
- 岡山県道231号神崎邑久線
- 岡山県道232号鹿忍片岡神崎線
- 岡山県道233号宝伝久々井南水門線
- 岡山県道234号東片岡宿毛線
- 岡山県道235号橋詰千手線
- 岡山県道251号馬屋瀬戸線
- 岡山県道254号可真上万富停車場線
- 岡山県道383号九蟠東岡山停車場線
- 岡山県道397号寒河本庄岡山線 （岡山ブルーライン）

## 観光

### 世界的遺産
- 百間川（世界灌漑施設遺産）

### 名所・旧跡
主な城郭
- 大廻小廻山城 - 古代山城
- 乙子城
- 亀山城 - 五大老の宇喜多秀家誕生の地
- 保木城

主な神社
- 安仁神社
- 大多羅寄宮

主な寺院
- 西大寺観音院
- 西隆寺鶯梅院
- 実教寺
- 如法寺無量寿院
- 明王寺

主な遺跡
- 浦間茶臼山古墳

街道
- 西国街道（山陽道）
  - 藤井宿

主な史跡
- 万富東大寺瓦窯跡

### 観光スポット
- 宝伝海水浴場（1978年頃開設、2024年廃止[2][3]）
- 犬島
- 石原果樹園
- 五福通り - 西大寺の門前町商店街

## 文化・名物

### 祭事・催事
- 西大寺会陽（2月第3土曜日）
- 夏祭り西大寺
  - 安仁神社まつり（7月11日）
  - 亀石まつり（旧暦6月15日）
  - 夜待ちまつり（7月第3土曜日）
  - 水まつり（8月第3土曜日）
- 瀬戸内国際芸術祭
- 朝市
  - 西大寺朝市（第3日曜）

### スポーツ

#### サッカー
- ファジアーノ岡山 - 政田サッカー場に練習拠点を置いている。

## 出身関連著名人
知事
- 石井正弘（岡山県知事、1945年（昭和20年） - ）
- 片山善博（元鳥取県知事、慶應義塾大学大学院教授、1951年（昭和26年） - ）

財界
- 矢野恒太（実業家、第一生命保険創立者、1865年 - 1951年（昭和26年））

文化・芸能・メディア
- 吉田苞（洋画家、1883年 - 1953年（昭和28年））
- ベル・串田（洋画家、1913年 - 1994年（平成6年））
- 時実新子（川柳家・随筆家、1929年 - 2007年（平成19年））
- 志穂美悦子（女優、1955年（昭和30年） - ）
- atsuko（歌手、グループangelaのボーカル、1975年（昭和50年）- ）

スポーツ選手
- 春日森富三郎（大相撲力士、1863年 - 1914年（大正3年））
- 竹原直隆（プロ野球選手、1980年（昭和55年） - ）

その他の分野
- 早水藤左衛門満尭（赤穂浪士四十七士の一人、1659年 - 1702年（元禄15年））
- 宇垣一成（日本陸軍軍人、参議院議員、1868年 - 1956年（昭和31年））
- 杉本京太（発明家、和文タイプライターの発明者、1882年 - 1972年（昭和47年））
- 宇垣纏（日本海軍軍人、1890年（明治23年） - 1945年（昭和20年））
- 吉永祐介（第18代検事総長、ロッキード事件の主任検事で有名、1932年（昭和7年） - ）
- 江田五月（衆議院議員、弁護士、1941年（昭和16年） - 2021年 （令和2年））